# Saturday Night! - The Album
Saturday Night! – The Album è il secondo album del rapper statunitense Schoolly D. Album autoprodotto da Schoolly D nel 1986, presenta scratches di DJ Code Money, che non è accreditato nell'album.
Nel 1987 l'album è riprodotto dall'etichetta Jive Records: in questa versione sono aggiunte le tracce Housing the Joint, Dis Groove Is Bad e Parkside 2-5. We Get Paid diviene Get 'N Paid e It's Crack diventa It's Krack. Distribuito da RCA Records, Saturday Night! - The Album raggiunge il cinquantanovesimo posto tra i Top Black Albums. I produttori esecutivi di questa pubblicazione sono Ric Cohen e Arthur M. Mann. L'album è distribuito anche per i mercati di Canada, Regno Unito e Olanda.
Nel 2014 l'etichetta Funky Town Grooves distribuisce l'album per il mercato europeo, aggiungendo alle dieci tracce della versione di Jive, altri sette brani tra versioni ridotte, strumentali e remix.
L'album ricevette recensioni miste all'uscita: AllMusic giudicò il prodotto positivamente, così fece anche il critico Robert Christgau; The Washington Post criticò negativamente l'album, definendo il lavoro di Schoolly D «ingenuo anche per gli standard del rap», mentre NME inserì Saturday Night al ventesimo posto tra i migliori album dell'anno 1987.
Testi e musiche sono di Schoolly D.
| Recensione                    | Giudizio                             |
| ----------------------------- | ------------------------------------ |
| AllMusic                      | [ 3 ]                                |
| Robert Christgau              | B                                    |
| Spin Alternative Record Guide | 8/10 [pubblicazione indipendente]    |
| Spin Alternative Record Guide | 9/10 [pubblicazione di Jive Records] |

## Tracce
1. We Get Ill – 4:06
2. Do It Do It – 2:56
3. Dedication To All B-Boys – 4:02
4. We Get Paid – 2:58
5. B-Boy Rhyme And Riddle – 5:06
6. Saturday Night – 5:26
7. It's Crack – 5:30

Durata totale: 30:04

## Classifiche

### Classifiche settimanali
| Classifica (1987)   | Posizione massima |
| ------------------- | ----------------- |
| US Top Black Albums | 59                |